# Шрёдер-Кёпф, Дорис
До́рис Шрёдер-Кёпф (нем. Doris Schröder-Köpf; род. 5 августа 1963, Нойбург-ан-дер-Донау) — немецкая журналистка и писательница, четвёртая супруга федерального канцлера Германии Герхарда Шрёдера, в 1997—2018 годах.

## Биография
Родилась в семье механика и домохозяйки, у неё есть брат. С 1982 по 1984 год стажировалась в газете «Аугсбургер Альгемайне» (Augsburger Allgemeine) и затем работала там же редактором. В 1987 году перешла на работу в газету «Бильд» и работала парламентским корреспондентом в Бонне.
В 1990 году сопровождала своего друга корреспондента ARD Свена Кунце в Нью-Йорк. В 1991 году в Нью-Йорке у них родилась дочь. Вскоре после этого Кунце оставил Кёпф, и она вернулась в Баварию. В 1992 году перешла на работу в журнал «Фокус» в отдел внутренней политики. В 1997 году вышла замуж за Герхарда Шрёдера, занимавшего в то время должность премьер-министра земли (государства) Нижняя Саксония.
Как первая леди Германии оказывала поддержку детским и молодёжным проектам. В 2004 году чета Шрёдеров удочерила трёхлетнюю девочку из Санкт-Петербурга, а в 2006 году чета усыновила мальчика.
С января 2011 года по апрель 2012 года входила в состав наблюдательного совета концерна «Карштадт». С 2013 года является депутатом нижнесаксонского ландтага.
В марте 2015 года супруги расстались. Развод был оформлен в апреле 2018 года. С 2016 по 2022 год состояла в отношениях с министром обороны Германии Борисом Писториусом.